# Chroicocephalus cirrocephalus

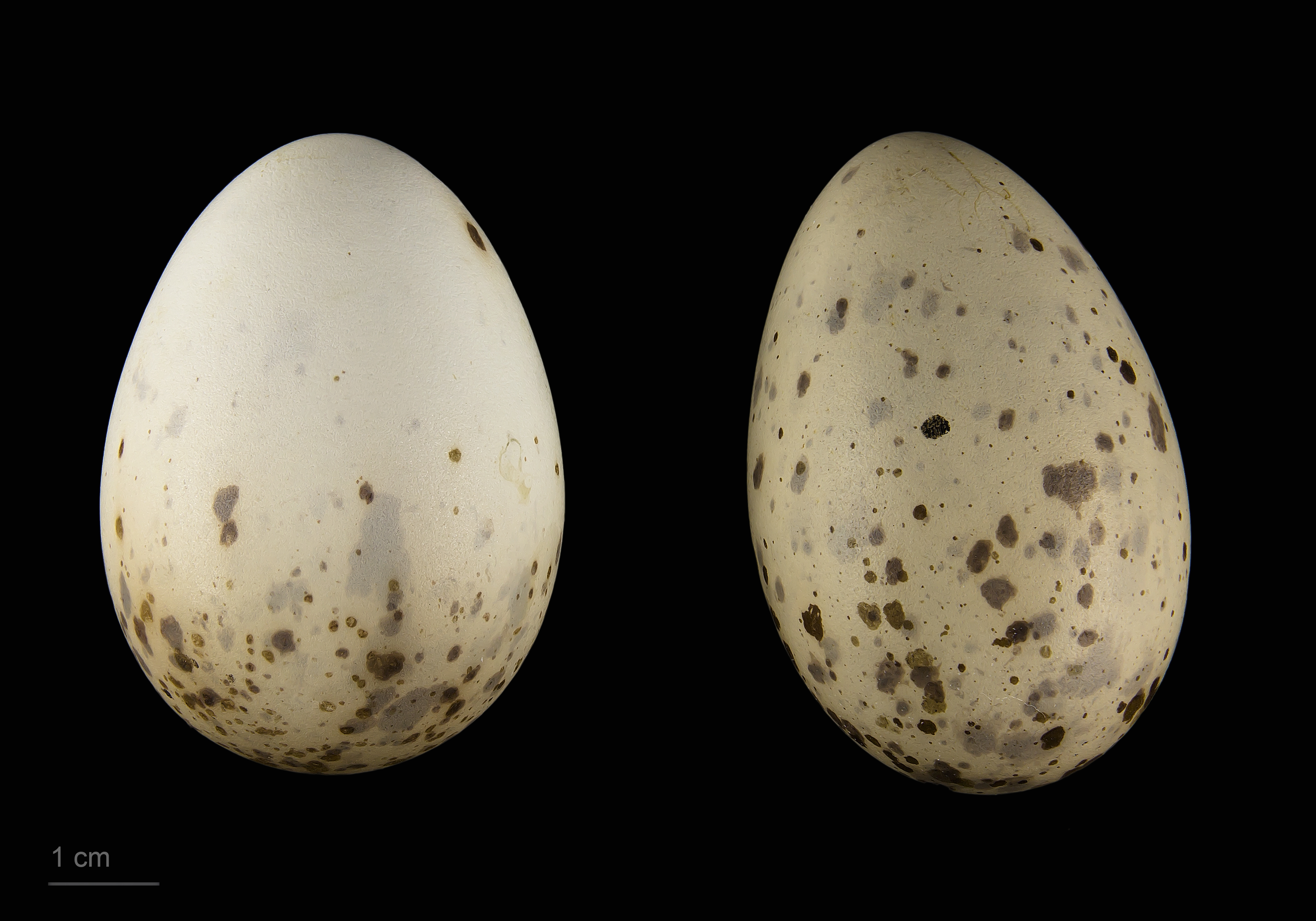
Chroicocephalus cirrocephalus

Il gabbiano testagrigia (Chroicocephalus cirrocephalus (Vieillot, 1818)) è un uccello della famiglia dei Laridi.

## Sistematica
Chroicocephalus cirrocephalus ha due sottospecie:
- C. cirrocephalus cirrocephalus
- C. cirrocephalus poiocephalus

## Distribuzione e habitat

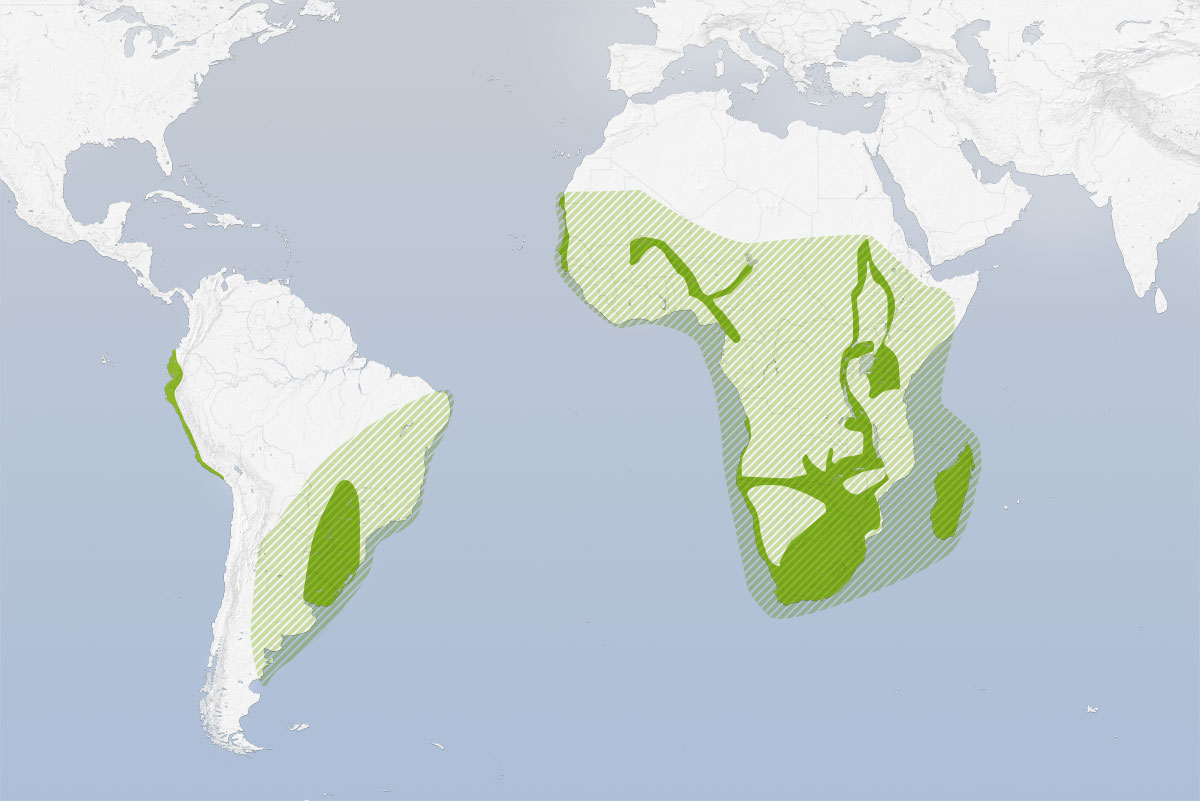
Distribuzione

Questo gabbiano vive in tutta l'Africa e nel Sud America orientale (Brasile e Argentina). È saltuario in Spagna, nel sud Italia e nel nord Africa, nella Penisola Arabica, in Cile e nelle Isole Falkland.